# Michael Spindelegger
Michael Spindelegger (ur. 21 grudnia 1959 w Mödling) – austriacki prawnik i polityk. Od 2011 do 2014 wicekanclerz i przewodniczący Austriackiej Partii Ludowej. Wiceprzewodniczący Rady Narodowej w latach 2006–2008, minister spraw zagranicznych w latach 2008–2013, minister finansów w latach 2013–2014.

## Życiorys
Michael Spindelegger uczęszczał do szkoły podstawowej w Hinterbrühl w Dolnej Austrii, a następnie do gimnazjum w Mödling. Od 1977 do 1978 odbywał szkolenie wojskowe w Mautern i Götzendorf. W latach 1978–1983 studiował prawo na Uniwersytecie Wiedeńskim. W trakcie studiów, od 1982 do 1983, był asystentem w Instytucie Prawa Karnego tej uczelni.
Po zakończeniu studiów, od 1983 do 1984, pracował jako asystent sędziego w sądach w Wiedniu. W latach 1984–1987 był urzędnikiem służby cywilnej w Górnej Austrii. Od 1987 do 1990 pracował w federalnym ministerstwie obrony. W latach 1990–1994 był zatrudniony w prywatnych przedsiębiorstwach (Alcatel Austria, Siemens) oraz w banku GiroCredit.
Zaangażował się w działalność Austriackiej Partii Ludowej (ÖVP). Był długoletnim wiceprzewodniczącym (1991–2009) i następnie do 2011 przewodniczącym afiliowanej przy tym ugrupowaniu organizacji pracodawców i pracowników (ÖAAB). W latach 1992–1993 Michael Spindelegger wchodził w skład Rady Federalnej (Bundesratu). W 1993 objął mandat posła do Rady Narodowej XVIII kadencji. Od tego czasu z listy ÖVP był wybierany do niższej izby austriackiego parlamentu w kolejnych wyborach (1994, 1995, 1999, 1999, 2002, 2006, 2008 i 2013). Po akcesie Austrii do Unii Europejskiej od stycznia 1995 do października 1996 sprawował mandat posła do Parlamentu Europejskiego, wchodząc w skład frakcji Europejskiej Partii Ludowej, a także Komisji ds. Gospodarczych i Walutowych oraz Polityki Przemysłowej.
Od 1996 do 2006 był wiceprzewodniczącym parlamentarnego Komitetu Spraw Zagranicznych oraz rzecznikiem ÖVP ds. zagranicznych. W latach 2000–2007 wchodził w skład Zgromadzenia Parlamentarnego Rady Europy, w tym od 2002 do 2006 przewodniczył w nim delegacji austriackiej. Od marca 2000 do października 2006 pełnił funkcję wiceprzewodniczącego klubu parlamentarnego ÖVP.
30 października 2006 Michael Spindelegger został wybrany na wiceprzewodniczącym Rady Narodowej. Funkcję utrzymał w kolejnej kadencji i pełnił ją do 2 grudnia 2008.
W wyniku wyborów parlamentarnych w 2008 ÖVP oraz Socjaldemokratyczna Partia Austrii (SPÖ) zawarły drugą z rzędu tzw. wielką koalicję. 24 listopada 2008 desygnowany kanclerz Werner Faymann ogłosił skład swojego gabinetu, w którym resort spraw zagranicznych przypadł Michaelowi Spindeleggerowi. 2 grudnia 2008 Michael Spindelegger wraz z pozostałymi członkami gabinetu Wernera Faymanna został zaprzysiężony.
W związku z chorobą Josefa Prölla w 2011 Michael Spindelegger objął funkcję przewodniczącego ÖVP, a 21 kwietnia tegoż roku został również wicekanclerzem Austrii.
Wybory parlamentarne w 2013 ponownie wygrała socjaldemokracja, kierowani przez Michaela Spindeleggera ludowcy zajęli drugie miejsce. Obie główne partie uzyskały najsłabsze wyniki wyborcze od lat 40. SPÖ i ÖVP odnowiły koalicję. 16 grudnia 2013 lider ludowców w drugim rządzie Wernera Faymanna objął stanowisko wicekanclerza oraz ministra finansów. 1 września 2014 odszedł z rządu w związku ze sporami na temat reformy podatkowej. Zrezygnował również z kierowania partią, jego następcą został Reinhold Mitterlehner.
We wrześniu 2015 został wybrany na dyrektora generalnego Międzynarodowego Centrum Rozwoju Polityki Migracyjnej (ICMPD) z siedzibą w Wiedniu na pięcioletnią kadencję od stycznia 2016.

## Życie prywatne
Michael Spindelegger jest żonaty, ma dwoje dzieci.